# Techno! The New Dance Sound of Detroit
Techno! The New Dance Sound of Detroit est un compilation de techno, sortie en 1988 aux labels Virgin et 10 Records.

## Production
Compilé par le producteur de techno Derrick May et le patron de Kool Kat Records, Neil Rushton (à l'époque recruteur pour le label britannique 10 Records de Virgin), l'album constitue une étape importante et marque, au Royaume-Uni, l'introduction du mot « techno » en référence à un genre musical spécifique. Auparavant, le style était caractérisé comme l'interprétation par Detroit de la Chicago house plutôt que comme un genre à part entière,.
Le titre provisoire de la compilation est The House Sound of Detroit jusqu'à ce que l'ajout du morceau Techno Music de Juan Atkins l'incite à reconsidérer la question,,. Le morceau Techno Music d'Atkins contient de la synthèse vocale et son titre est inspiré par le livre The Third Wave d'Alvin Toffler,. Plus tard, Rushton aurait déclaré que lui, Atkins, May et Saunderson avaient trouvé ensemble le nom définitif de la compilation, et que les Belleville Three avaient refusé d'appeler la musique une sorte de marque régionale de house, préférant un terme qu'ils utilisaient déjà, la techno,,

## Sortie et postérité
Commercialement, la sortie n'a pas le succès escompté et ne peut être récupéré, cependant la production de Big Fun d'Inner City (1988), un titre qui a failli ne pas être inclus dans la compilation, devient un énorme hit à l'automne 1988. Le disque est également responsable d'attirer l'attention de l'industrie sur Derrick May, Juan Atkins et Saunderson, ce qui conduit à des discussions avec ZTT Records sur la formation d'un supergroupe de techno appelé Intellex. Mais, alors que le groupe est sur le point de finaliser son contrat, May refuse d'accepter des apparitions dans Top of the Pops et les négociations échouent. Selon May, Trevor Horn, le patron du label ZTT, avait envisagé que le trio soit commercialisé comme un « Pet Shop Boys noir ».
RBMA qualifie la compilation de « définissant le genre ». Elle constitue la première introduction à la techno pour de nombreux auditeurs européens, en particulier en Angleterre, en Belgique et en Allemagne. Par la suite, les musiciens européens s'inspireront de ce style pour développer leurs propres créations.

## Liste des titres
1. Rythim Is Rythim - It Is What It Is (6:45)
2. Blake Baxter - Forever and a Day (5:39)
3. Eddie « Flashin' » Fowlkes - Time to Express (5:44)
4. K.S. Experience - Electronic Dance (6:40)
5. Members of the House - Share this House (Radio Mix) (4:26)
6. A Tongue & D Groove - Feel Surreal (6:58)
7. Mia Hesterley - Spark (6:12)
8. Juan - Techno Music (5:45)
9. Inner City - Big Fun (7:42)
10. Blake Baxter - Ride Em Boy (6:28)
11. Shakir - Sequence 10 (5:22)
12. Idol Making - Un, deux, trois (6:06)